# Danielle Macdonald
Danielle Macdonald, född 19 maj 1991 i Sydney, är en australisk skådespelare.
Macdonald har bland annat medverkat i TV-serierna The Tourist (2022-2023) och Unbelievable från 2019. Hon har även medverkat i filmen Bird Box från 2018.

## Filmografi (i urval)
- 2018: Bird Box
- 2019: Unbelievable
- 2022-2024: The Tourist
- 2023 – Poker Face (TV-serie)
- 2025 – Familjen Munros hemlighet (TV-serie)
- 2025 – If I Had Legs I'd Kick You